# Haiangriffe vor Neukaledonien

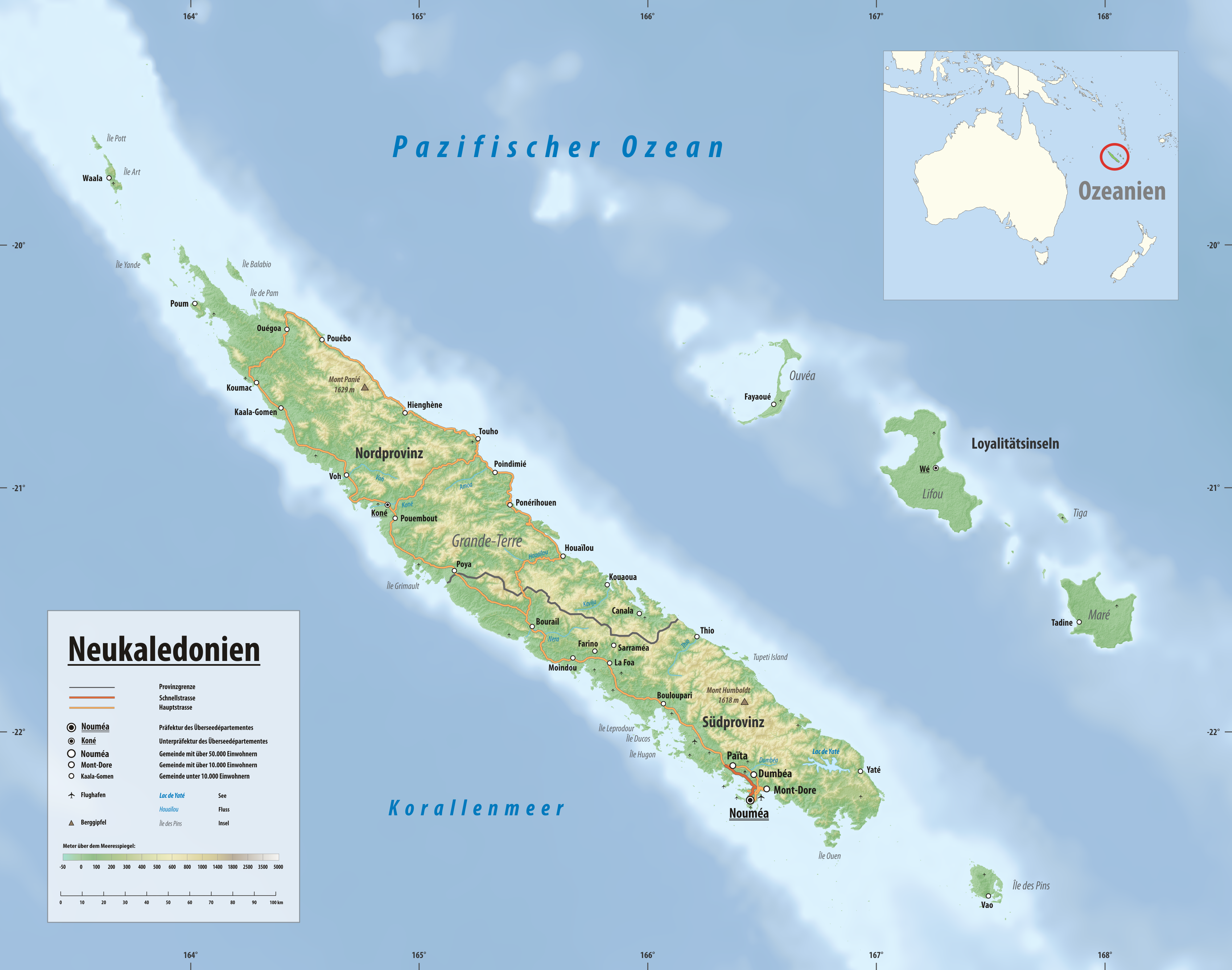

Die Küste vor dem französischen Überseegebiet Neukaledonien im Südpazifik gilt als einer der weltweiten Hotspots von Haiangriffen auf Menschen. Der Archipel verfügt über eine Küstenlänge von 3367 km.

## Haiarten vor Neukaledonien
Von den insgesamt ca. 30 Haiarten, die als gefährlich oder potentiell gefährlich für den Menschen eingestuft werden, kommen 22 vor der Küste Neukaledoniens vor. Die Arten, die mit Abstand die meisten Angriffe vor Neukaledonien verursacht haben, sind Tigerhai und Bullenhai. Es folgen Grauer Riffhai, Zitronenhai, Silberspitzenhai und Weißspitzen-Riffhai. Der Weiße Hai wird  erst seit 2010 häufiger gesichtet. Dessen erstes Todesopfer in Neukaledonien war im Jahr 2011 ein 15-jähriger Kitesurfer im Norden der Insel. Zu den weiteren Arten zählen: Gemeiner Fuchshai, Großaugen-Fuchshai, Seidenhai,  Schwarzhai, Blauhai, Großer Schwarzspitzenhai, Kleiner Schwarzspitzenhai, Weißspitzen-Hochseehai, Schwarzspitzen-Riffhai, Sandbankhai, Fleckzahnhai, Makohai, Großer Hammerhai, Bogenstirn-Hammerhai und Indopazifischer Ammenhai.

## Anzahl der Haiangriffe im Lauf der Zeit

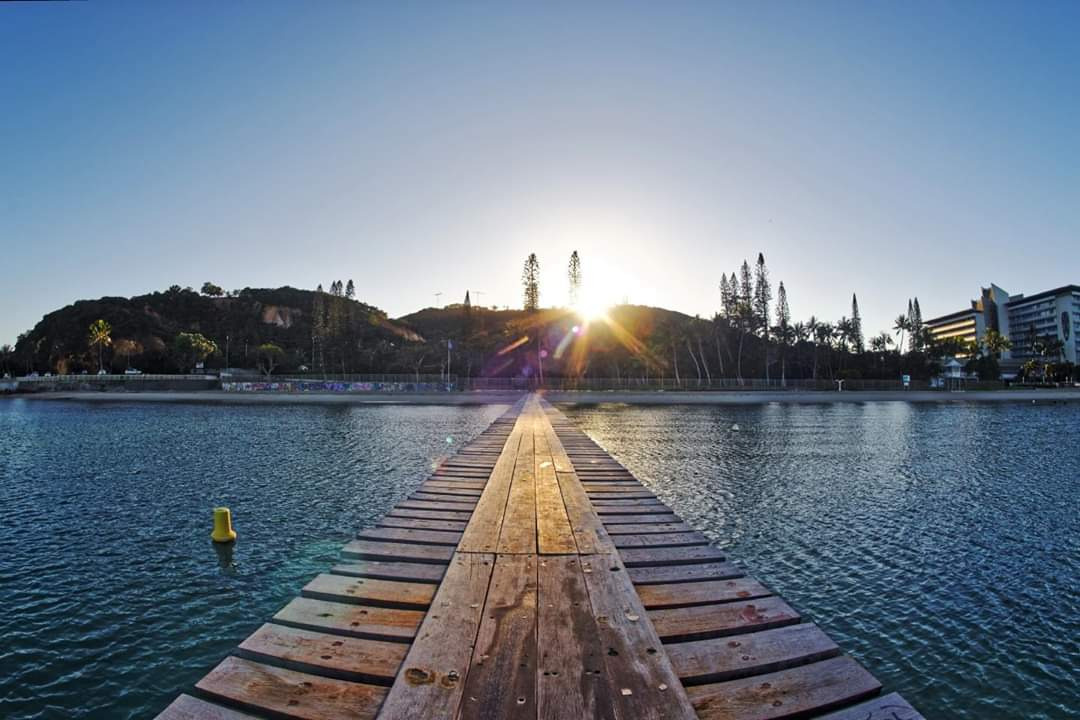
Steg an der Plage du Château Royal

Im untersuchten Zeitraum von 1958 bis 2020 ist eine stark ansteigende Tendenz von Haiangriffen erkennbar. Als Haiangriff wird der aggressive physische Kontakt eines oder mehrerer Haie auf eine lebende Person definiert, die dabei eine Verletzung erleidet oder stirbt, oder deren Ausrüstung, wie Surfbrett, signifikant beschädigt wird. Von 1958 bis 1980 gab es nur fünf Angriffe, von denen drei tödlich verliefen, von 1981 bis 2000 waren es bereits 20 Angriffe, davon drei tödlich, und von 2001 bis 2020 verdoppelte sich die Zahl auf 42, davon 7 tödlich. Die gestiegene Zahl der Angriffe lässt sich teilweise auch auf den Bevölkerungsanstieg in Neukaledonien von 70.000 im Jahr 1958 auf 270.000 im Jahr 2020 zurückführen. Eine andere Untersuchung im Zeitraum von 1980 bis Februar 2023 ergab insgesamt 64 Angriffe, von denen rund ein Viertel tödlich verliefen.
Seit 2021 gilt Neukaledonien als die weltweit gefährlichste Region bezüglich des Risikos von Haiangriffen. Im Februar 2021 wurde ein Badegast rund 50 m vor dem Strand der nahe gelegenen Îlot Maître von einem Tigerhai getötet, im April 2021 ein Mann nach einem Haiangriff tot auf seinem SUP-Brett vor der Halbinsel Nouville aufgefunden und im Mai 2021 ein Taucher nach einem beobachteten Haiangriff, ebenfalls vor Nouville, vermisst. In den ersten beiden Monaten des Jahres 2023 gab es eine besonders hohe Zahl von Haiangriffen, darunter auch ein tödlicher um die Hauptstadt Nouméa. Innerhalb von drei Wochen gab es drei Angriffe an demselben Strand, Plage du Château Royal, bei denen ein australischer Besucher ums Leben kam. Er wurde sowohl von einem 4 m großen Tigerhai angegriffen, worauf eine 37 cm lange Bisswunde am Oberschenkel hindeutete, als auch von einem Bullenhai, wie sich später herausstellte. Anschließend wurden die Stadtstrände geschlossen und Tiger- sowie Bullenhaie in der Umgebung gefangen und getötet. Dabei wurden in einem 2,90 m großen Bullenhai ein T-Shirt und zwei Hände gefunden, die wahrscheinlich dem Australier gehörten.

## Geographische Verteilung und Angriffsopfer
Dreiviertel der Angriffe erfolgten vor der Hauptinsel Grande Terre einschließlich der küstennahen Île Ouen, 16,5 % vor den Loyalitätsinseln, 6 % vor der Île des Pins und 3 % vor der Île Art.
In neun von zehn Fällen waren die Angriffsopfer männlich. Zur Hälfte praktizierten sie Speerfischen, zu 11 % Apnoetauchen, vorwiegend zum Sammeln von Bêche-de-Mer oder Langusten, zu 18,5 % Schwimmen oder Schnorcheln und zu 14 % Kite- oder Windsurfen.

## Beeinflussende Faktoren
Zu den Faktoren, die einen stimulierenden Effekt auf Haiangriffe verursachen, gehört in erster Linie das Speerfischen. Dabei werden insbesondere akustische, olfaktorische und visuelle Signale durch die gejagten Fische gesendet, die Haie anlocken. Aber auch die Körpertemperatur des Tauchers oder Schwimmers kann von Haien wahrgenommen werden. Weitere Lockmittel waren Tierkadaver in der Nähe des Schwimmers oder Tauchers, die beim Fischfang verursacht oder durch Strömungen herangetrieben wurden.

## Maßnahmen

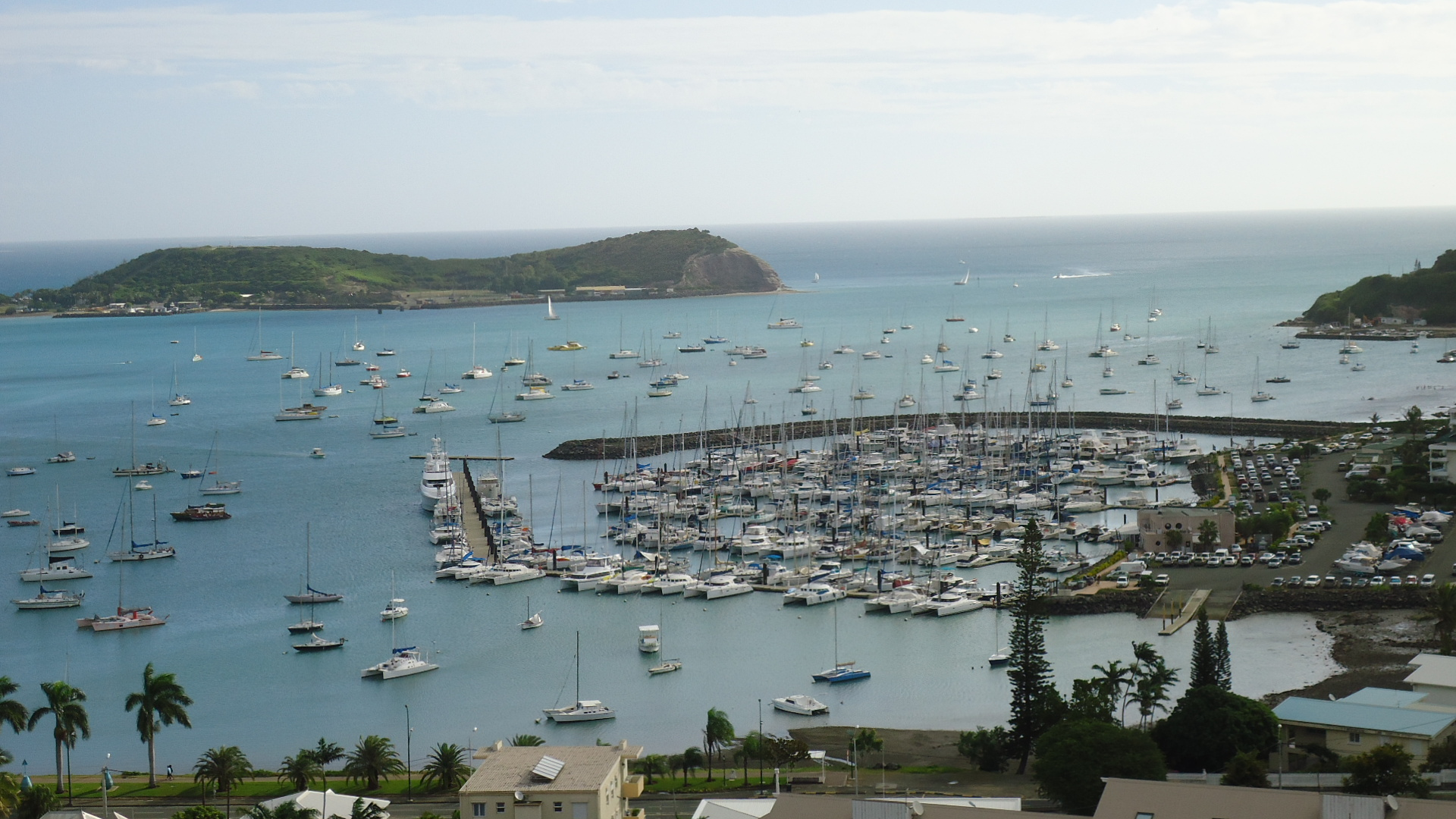
Jachthafen Port du Sud

Nachdem im Mai 2019 der zehnjährige Anthony im Jachthafen Port du Sud von Noumea von einem Bullenhai angegriffen worden war, wobei er ein Bein und Teil seines Beckens verlor, aber überlebte, wurde von der Regierung der Südprovinz und der Bürgermeisterin ein umfangreicher Aktionsplan ausgearbeitet. Rund 20 Bullenhaie in der Baie de l’Orphelinat wurden getötet, um das Risiko von Haiangriffen für die Badegäste zu verringern.
Diese Aktion rief bei verschiedenen Tierschutzverbänden wie dem WWF jedoch Proteste hervor, da es sich bei den Haien um geschützte Arten handelt. Im Juni 2020 wurde nach dem Verschwinden eines Windsurfers in der Bucht Anse-Vata dessen Ausrüstung gefunden, die Bissspuren eines Tigerhais aufwies. Als daraufhin drei Tigerhaie auf Anordnung der Behörden getötet wurden, drohten mehrere Tierschutzorganisationen damit, Klage einzureichen. In zahlreichen, von der Stadtverwaltung geplanten Regulierungskampagnen zwischen April und Dezember 2023 wurden Tigerhaie und Bullenhaie vor den Gewässern Noumeas gefischt. Allein in der April-Kampagne wurden 26 Haie getötet. Im gesamten Jahr 2023 waren es 127 Exemplare (83 Tiger- und 44 Bullenhaie). Am 28. Dezember 2023 wurden diese Regulierungsmaßnahmen vom Verwaltungsgericht in Nouméa für ungültig erklärt, da sie zum Schutz des menschlichen Lebens unverhältnismäßig seien.
Als weitere Maßnahmen wurden an den Stränden um Noumea 44 Hydrophone positioniert sowie Überwachungsdrohnen eingesetzt, die vor Haien warnen, und mehr Warnschilder aufgestellt. Durch Auffangnetze an Wasserkanälen wurde die Einleitung von Abfällen ins Meer reduziert. Nach den Angriffen an der Plage du Château Royal wurden erneut Forderungen nach Anbringung eines Anti-Hai-Netzes erhoben, die jedoch bisher aus Kostengründen nicht umgesetzt wurden. Als erste Gemeinde in Neukaledonien richtete Koumac im Norden der Grande Terre im Februar 2023 eine durch ein Netz geschützte Badeanstalt im Meer ein. In Noumea wurde das Baden an den Stränden bis zum 31. Dezember 2023 verboten. Andere Wassersportaktivitäten waren „auf eigene Gefahr“ erlaubt, während Schwimmwettbewerbe in den Lac de Yaté verlegt wurden. Im November 2023 wurde an der Baie des Citrons in Nouméa ein 750 m langes Anti-Hai-Netz installiert. Im September 2024 wurde schließlich auch vor der Plage du Château Royal, wo es Anfang 2023 zu dem tödlichen Haiangriff kam, ein Netz installiert, das für die Badegäste eine Wasserfläche von 2,7 ha sichert.

## Öffentliche Wahrnehmung

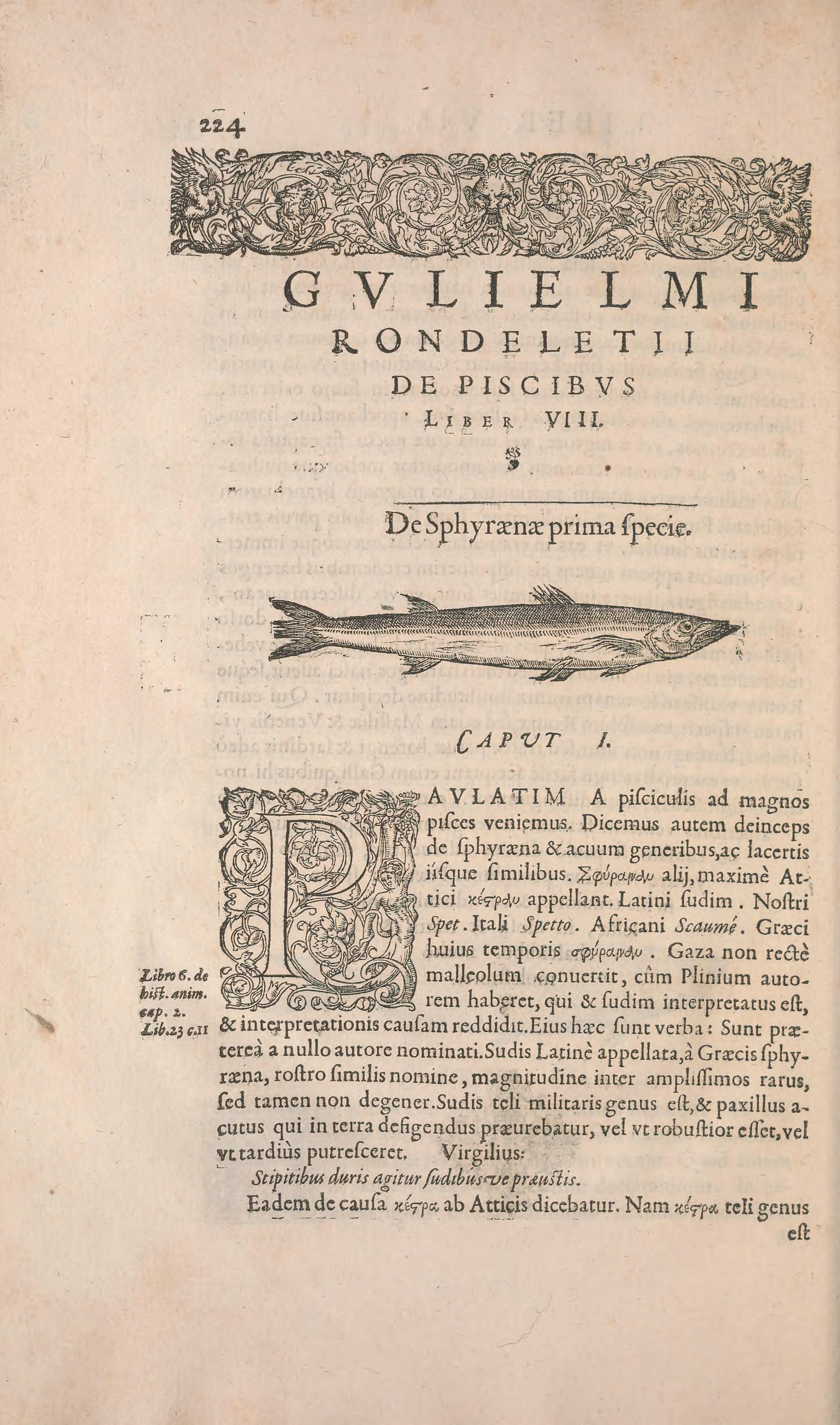
Libri de piscibus marinis von Guillaume Rondelet

Bereits im Mittelalter etablierte sich in Frankreich die schlechte Reputation von Haien. In einem 1554 von Guillaume Rondelet auf Latein verfassten Werk Libri de piscibus marinis wird der Hai folgendermaßen beschrieben: „Dieser Fisch ist sehr gefräßig, er verschlingt ganze Menschen, wie man aus Erfahrung kennt, denn in Nizza und Marseille wurden einst Riesenhaie gefangen, in deren Bäuchen man einen vollständigen, bewaffneten Mann fand.“
Das französische Lexikon Le Petit Robert gibt als mögliche Etymologie von requin (Hai) requiem (Totengebet) „als Anspielung auf den schnellen Tod, den er verursacht“. Eine Erklärung des Etymologen Pierre-Daniel Huet, der im 17. Jahrhundert seine Herleitung mit diesen Worten begründete: „Ein sehr gefährlicher Fisch, der so genannt wird, weil er, wenn er einen Menschen gefasst hat, nie mehr loslässt, und nichts anderes übrigbleibt, als für diese Seele ein Requiem singen zu lassen.“
Noch 1876 wird der Hai in dem Buch Le Petit Buffon illustré : illustré, histoire et description des animaux als riesiger, gefräßiger Tiger der Meere beschrieben, der ganze Menschen verschlingt. Das Bild des Hais als „Menschenfresser“ wurde erneut ab den 1960er Jahren durch amerikanische Kinofilme verbreitet, wie Der Weiße Hai von 1975.
Auch das Bekanntwerden des unter verschiedenen Haiarten verbreiteten uterinen Kannibalismus, bei dem die noch ungeborenen Jungtiere im Uterus der Mutter, sobald ihnen Zähne gewachsen sind, sogar ihre kleineren Geschwister angreifen und auffressen, hat ihr negatives Image in Europa nicht verbessert.
Im Gegensatz dazu werden Haie in der Kultur der Kanak, der Urbevölkerung Neukaledoniens, als Gottheiten betrachtet, die Schwimmern bei Gefahr zu Hilfe eilen und sie an das Ufer bringen. Für verschiedene Kanak-Clans stellen Haie ein Teil ihres Totems dar. Daher ist der Sénat coutumier strikt gegen die Tötung der Haie, die er als „eurozentrisches“ Vorgehen bezeichnet.
Nachrichten von Haiangriffen in Neukaledonien werden regelmäßig in den nationalen und gelegentlich auch internationalen Medien publiziert, während beispielsweise über die viel häufigeren tödlichen Verkehrsunfälle durch Trunkenheit auf den Inseln nur in den dortigen Medien berichtet wird.